# Resultados do Carnaval de Sapucaia do Sul
Resultados do Carnaval de Sapucaia do Sul.

## 2009
| Colocação | Escola              | Pontos | Ref.  |
| --------- | ------------------- | ------ | ----- |
| 1º        | Águias de Ouro      | 74     | [ 1 ] |
| 2º        | Acadêmicos do Morro | 73     | [ 1 ] |
| 3º        | Império do Vale     | 66,5   | [ 1 ] |
| 4º        | Mangueira           | 25     | [ 1 ] |

## 2010
| Colocação | Escola              | Ref.  |
| --------- | ------------------- | ----- |
| 1º        | Acadêmicos do Morro | [ 2 ] |
| 2º        | Águias de Ouro      | [ 2 ] |
| 3º        | Mangueira           | [ 2 ] |
| 4º        | Império do Vale     | [ 2 ] |

## 2011
| Colocação | Escola              | Pontos | Ref.  |
| --------- | ------------------- | ------ | ----- |
| 1º        | Águias de Ouro      | 72,5   | [ 3 ] |
| 2º        | Império do Vale     | 51,5   | [ 3 ] |
| 3º        | Mangueira           | 51     | [ 3 ] |
| 4º        | Acadêmicos do Morro | 46,5   | [ 3 ] |

## 2012
| Colocação | Escola              | Pontos | Ref.  |
| --------- | ------------------- | ------ | ----- |
| 1º        | Águias de Ouro      | 79,8   | [ 4 ] |
| 2º        | Acadêmicos do Morro | 77,8   | [ 4 ] |
| 3º        | Império do Vale     | 63,8   | [ 4 ] |
| 4º        | Mangueira           | 55,3   | [ 4 ] |

## 2013
| Colocação | Escola              | Pontos | Ref.  |
| --------- | ------------------- | ------ | ----- |
| 1º        | Águias de Ouro      | 76     | [ 5 ] |
| 2º        | Mangueira           | 67,5   | [ 5 ] |
| 3º        | Acadêmicos do Morro | 51,5   | [ 5 ] |
| 4º        | Império do Vale     | 7,5    | [ 5 ] |

## 2014
| Colocação | Escola              | Pontos | Ref.  |
| --------- | ------------------- | ------ | ----- |
| 1º        | Águias de Ouro      | 78,2   | [ 6 ] |
| 2º        | Acadêmicos do Morro | 72,8   | [ 6 ] |
| 3º        | Império do Vale     | 67,4   | [ 6 ] |
| 4º        | Mangueira           | 64     | [ 6 ] |

## 2015
Não ocorreu desfile.